# IPD BF-1 Beija-Flôr
Der IPD BF-1 Beija-Flor (deutsch Kolibri) war ein leichter zweisitziger Hubschrauber des brasilianischen Herstellers Instituto de Pesquisas e Desenvolvimento (IPD). Das IPD war eine der beiden Abteilungen des vom brasilianischen Luftfahrtministeriums gegründeten Centro Tecnico de Aeronautica (CTA). Die Maschine wurde deshalb in manchen Quellen auch als CTA Beija-Flôr bezeichnet. Der Entwurf für den Hubschrauber stammte von Henrich Focke.

## Geschichte
Das IPD war untergliedert in drei Unterabteilungen, von denen das Departamento de Aeronaves (PAR) für die Forschung und Entwicklung auf dem Gebiet des Flugzeugbaus zuständig war. Konstruiert und gebaut wurde der Beija-Flor von der IPD auf der Grundlage von Plänen von Henrich Focke, der bereits in den 1930er Jahren mit dem Bau von verschiedenen Hubschraubern bekannt wurde (z. B. Fw 61).
Der Beija-Flor war der erste Hubschrauber, der in Brasilien entwickelt, gebaut und auch geflogen ist. Der Erstflug fand Anfang 1959 mit Colonel Aldo Vieira da Rosa, dem Direktor der IPD als Piloten statt. Insgesamt wurden vier Prototypen hergestellt.

## Konstruktion
Der Antrieb erfolgte mit einem 225 PS leistenden 6-Zylinder-Boxermotor Continental E 225. Der Motor befand sich im Rumpfbug und trieb den dreiflügeligen Hauptrotor und die beiden Heckrotoren über eine Zentrifugalkupplung und ein David-Brown Lkw-Schneckengetriebe an. Die ineinander kämmenden Heckrotoren waren V-förmig angeordnet. Die Blätter aller Rotoren waren eine Metall-Holz-Verbundkonstruktion.
Der Rumpf war in einer offenen Stahlrohr-Gitter-Bauweise aufgebaut. Die Serienversion sollte jedoch eine Metall- und Stoffverkleidung erhalten. Für eine verbesserte Steuerbarkeit im Vorwärtsflug war vor den Heckrotoren ein V-Leitwerk angeordnet.
Da die brasilianische Luftfahrt- und Zubehörindustrie in den 1950er Jahren noch relativ unentwickelt war, musste das für den Hubschrauber verwendete Material rein einheimischen Ursprungs sein. Dies führte jedoch zu einem relativ hohen Leergewicht der Konstruktion.

## Technische Daten
| Kenngröße                  | Daten                                                                                   |
| -------------------------- | --------------------------------------------------------------------------------------- |
| Besatzung                  | 1                                                                                       |
| Passagiere                 | 1                                                                                       |
| Länge                      | 8,75 m                                                                                  |
| Rotordurchmesser           | 9,40 m (Hauptrotor) 1,70 m (Heckrotor)                                                  |
| Höhe (bis Spitze der Nabe) | 3,15 m                                                                                  |
| Hauptrotorkreisfläche      | 69,40 m²                                                                                |
| Leermasse                  | 700 kg                                                                                  |
| max. Startmasse            | 950 kg                                                                                  |
| Reisegeschwindigkeit       | 140 km/h                                                                                |
| Höchstgeschwindigkeit      | 150 km/h                                                                                |
| Dienstgipfelhöhe           | 3500 m                                                                                  |
| Reichweite                 | 270 km                                                                                  |
| Triebwerke                 | 1 × Continental E 225 6-Zylinder Boxermotor mit einer Startleistung von 165 kW (225 PS) |